# Вулканцы
Вулка́нцы (англ. Vulcans) — вымышленная инопланетная раса из научно-фантастического сериала «Звёздный путь» (англ. Star Trek), обитающая на одноимённой планете (Вулкан). Отличительными особенностями вулканской цивилизации являются высокий уровень развития технологий, безраздельная приверженность логике, аргументации и полное устранение из всех сфер жизни каких-либо эмоций. Во вселенной сериала вулканцы стали первой инопланетной расой, встреченной людьми в космосе, и впоследствии стали одной из четырёх рас-основательниц Объединённой Федерации планет. После своего появления вулканцы так или иначе фигурировали в большинстве эпизодов «Звёздного пути».
Философия и многие аспекты жизни вымышленного вулканского общества оказали влияние на массовую культуру и стали предметом ряда статей и глав в научных работах.

## Общее описание

### Культура
Вулканцы в «Звёздном пути» предстают как раса гуманоидов с богатой историей. Согласно вымышленной истории, когда-то они были агрессивной и воинственной цивилизацией, которая почти уничтожила саму себя в бесконечных войнах, но около IV века н. э. по земному летоисчислению вулканцы приняли учение философа по имени Сурак, который призвал их полностью отказаться от эмоций и исповедовать философию чистой логики. Это событие стало началом так называемой «Эры Великого пробуждения», и с тех пор основой вулканского общества является полный отказ от каких-либо эмоций или чувств, они считаются социально неприемлемыми. Ритуал отказа от эмоций называется колинар. Вместе с тем с самого начала возникла группа вулканцев — рихансу, — которые категорически не желали принимать учение Сурака. Проиграв в начавшейся войне, они бежали с Вулкана и в конце концов превратились в расу ромулан, основавших огромную империю. Отношения Вулкана и Ромуланской империи были напряжёнными, неоднократно случались войны, но к XXIV веку между ними поддерживался нейтралитет.
В древности мужчины-вулканцы часто дрались друг с другом насмерть за обладание женщинами, но ко времени действия сериала давным-давно сложились сложные брачные ритуалы, а естественные чувства любви, как и прочие, считались неприемлемыми и подавлялись. Согласно вымышленной вселенной, когда дети-вулканцы достигают возраста семи лет, родители выбирают для них будущего супруга по договору между семьями, а сами дети проходят сложный брачный ритуал, который уже «соединяет» их, но пока ещё не делает мужем и женой. По достижении зрелости супруги проходят ещё один ритуал — Пон Фарр, — который предваряет сексуальное соитие у вулканцев и скрепляет брачный союз. Вулканцы впоследствии повторяют этот ритуал каждые семь лет совместной жизни, и только в эти моменты им позволено испытывать какие-то эмоции.

### Физиология
Вулканцы внешне представлены в сериале похожими на людей. Основным видимым отличием являются заострённые уши (подобны ушам эльфов из земного фэнтези) и прямые брови, расходящиеся от переносицы вверх к местам над внешними краями глаз. На Вулкане сила тяжести выше чем на Земле, поэтому вулканцы, несмотря на одинаковое телосложение, физически сильнее и быстрее людей, а также дольше живут. Поскольку климат на Вулкане намного жарче земного, глаза вулканцев имеют третье полупрозрачное солнцезащитное веко (нечто вроде мигательной перепонки), функционально соответствующее земным солнцезащитным контактным линзам. Сердце у вулканцев находится на правой стороне тела, тогда как печень на левой. Биохимия крови вулканцев иная — вместо основанного на железе гемоглобина в крови вулканцев содержится основанный на меди гемоцианин, из-за чего артериальная кровь вулканцев сине-зелёного цвета, а венозная — цвета железной ржавчины. Как и у земных людей, у вулканцев имеются подрасы, различающиеся цветом кожи. У вулканцев также имеется способность к телепатическому общению — «объединению разумов», — с помощью которого они могут общаться на значительном расстоянии. Согласно легенде Звёздного пути, эта способность впервые стала проявляться у вулканцев в XXII веке, и первоначально обладавшие ей подвергались гонениям. В 2160-х по земному летоисчислению эта дискриминация была ликвидирована, а сама способность стала доступна большинству представителей расы.

## Психология

### Эмоции
Вулканцы способны испытывать чрезвычайно сильные эмоции (настолько, что способны убить своего друга). Поэтому им пришлось разработать метод для подавления эмоций. По словам Т’Пол, подобное агрессивное поведение было для вулканцев нормой до принятия кодекса Сурака.
Не все вулканцы следуют путем чистой логики. Некоторые вместо этого предпочитают принимать эмоции. Группа вулканцев-отступников, которые верили в это, была встречена в эпизоде «Слияние» из «Звездного пути: Энтерпрайз», а сводный брат Спока Сайбок из фильма «Звездный путь V: Последний рубеж» также был полностью эмоциональным.
Большая часть вулканцев способны контролировать свои эмоции. Кроме того, некоторые из них могут пройти ритуал Колинар, призванный полностью заглушить все оставшиеся эмоции. В Звёздный путь: Фильм, Спок не смог завершить этот ритуал после получения мощных телепатических сигналов из космоса.
Некоторые вулканцы, такие как Т’Пол и Сарек, в преклонном возрасте (старше 200 лет) или из-за редких заболеваний плохо контролируют свои эмоции и склонны к эмоциональным вспышкам даже без внешних воздействий. Также вулканцы становятся более эмоциональными при длительном контакте с людьми.

### Телепатия
Многие вулканцы обладают телепатическими навыками. Это можно наблюдать как при простых сеансах телепатии, так и при проведении совместных действий и ритуалах. Например, в эпизоде «Иммунный синдром» Спок почувствовал одновременную смерть 400 вулканцев на другом корабле «USS Intrepid».

#### Объединение разумов
Объединение разумов или Слияние разумов — это метод обмена мыслями, опытом, воспоминаниями и знаниями с другим субъектом, по сути, ограниченная форма телепатии. Обычно для этого требуется физический контакт с субъектом, хотя были замечены случаи объединения разумов без контакта. Говорят, что при первом показе в эпизоде Оригинального сериала «Кинжал разума», процедура требовала нескольких моментов интенсивной концентрации и подготовки. Однако последующие эпизоды показывают, что контакт между разумами происходит практически мгновенно. Хотя чаще всего это делается с гуманоидами, объединение разумов может быть выполнено с представителями других видов.
Объединение разумов можно использовать как для стирания, так и для восстановления воспоминаний; Спок выполняет каждое из них на капитане Кирке в течение третьего сезона Оригинального сериала. Объединение разумов даже использовалось для воссоединения катры Спока (см. ниже) с его физическим телом в фильме «Звёздный путь III: В поисках Спока». Объединение разумов также может позволить более чем одному разуму испытывать воспоминания и ощущения, а иногда даже взаимодействовать с воспоминаниями. Некоторые виды способны сопротивляться объединению разумов.
Четырёхдольная структура мозга ференги делает их неспособными к телепатическому чтению другими расами, а при достаточной подготовке и умственной дисциплине высокопоставленные кардассианские военные и/или агенты Обсидианового Ордена способны сопротивляться объединению разумов, используемому для извлечения информации.

#### Катра
Вулканцы способны вживлять свою "катру" в другого человека посредством разума, непосредственно перед смертью. Сарек объяснил Кирку, что катра Спока была «его сущностью, всем, что не было телом, его катрой, его живым духом ... всем, чем он был, всем, что он знал». Далее он объяснил, что этот перенос был «вулканским путем, когда конец тела близок».
Катры могут быть возвращены в тело. Так было в случае со Споком, который ближе к концу «Звёздного пути II: Гнев Хана» имплантировал свою катру в разум доктора Маккоя, прежде чем пожертвовать своей жизнью. В «Звёздном пути III: В поисках Спока», ритуал разума, «фаль тор пан» («повторное слияние»), удалил катру из Маккоя и имплантировал ее в регенерированное тело Спока.

## Планета
По сюжету, планета Вулкан находится на орбите относительно близкой (16 световых лет) к Земле системе, вращающейся около звезды 40 Эридана. В эпизоде «Ловушка для человека» Спок сообщает, что у Вулкана нет лун.
Большая часть её поверхности состоит из пустынь и горных хребтов. Температура на Вулкане гораздо более высокая, гравитация более сильная, а атмосфера более разреженная, чем на Земле. Этим может быть объяснено физическое превосходство вулканцев над землянами.
Столица — это крупнейший город на Вулкане, ShiKahr. Другие крупные города — Vulcana Regar, T’Paal, Gol, Raal и Kir. Большинство правительственных органов и посольств находятся в столице, включая Вулканское верховное командование, первое посольство Объединённой Земли и Вулканскую академию наук.

## Анализ и влияние на культуру
Наиболее узнаваемым элементом вымышленной вулканской культуры стал так называемый вулканский салют — приветственный жест, впервые показанный в сериале в 1967 году и имеющий связь с иудаизмом.
В 2008 году энтузиастами из числа поклонников сериала начал разрабатываться вулканский алфавит и язык, на данный момент, правда, не получивший такого же распространения, как язык клингонов, другой вымышленной расы сериала.
В честь планеты названо плато Вулкан на Хароне.
Темой отдельных статей становились наличие среди вулканцев темнокожей подрасы, подобной земным негроидам, и различные аспекты вулканской логики: в частности, в одной из статей их мышление сравнивается с Байесовской вероятностью.
В литературе исследовались также сексуальные отношения вулканцев: в частности, в книге Gender and Sexuality in Star Trek: Allegories of Desire in the Television Series and Films указывалось, что некоторые варианты «слияния разумов» в более поздних сериях «Звёздного пути» стали напоминать нечто вроде изнасилования.
Подробный разбор различных социальных и культурных аспектов вулканской цивилизации приведён в книге Нэнси Риджин Star Trek and History (с англ. — «Звёздный путь и история»). Описывая на основе сериала планету, биологию, историю, психологию и логику вулканцев, автор делает вывод, что создатели «Звёздного пути» показали культуру, в которой место традиционной религии заняла почти религиозная (с разнообразными ритуалами) вера в науку и упорядоченную логику, причём сделали это настолько убедительно, что нет ничего удивительного в том, что многие поклонники вселенной в реальной жизни начинают следовать «вулканскому пути». С другой стороны, авторы книги Religions of Star Trek усматривают во многих представленных в сериале вулканских ритуалах элементы шаманизма.